# Adam Shields
Adam Shields, född 1977, är en australisk speedwayförare som representerade Rospiggarna i 2008 års svenska elitserie. Han har tidigare kört för Vargarna, Rospiggarna och Hammarby Speedway, och är en av de förare i Elitserien som höjt sitt snitt mest under 2008.
Den 5 maj 2012 kom det ut att Adam Shields med omedelbar verkan slutar med speedway, detta på grund av en gammal knäskada.